# یوردیس توپل
یوردیس توپل (سوئدی: Hjördis Töpel؛ ۴ ژانویه ۱۹۰۴ – ۱۷ مارس ۱۹۸۷) شناگر و شیرجه اهل سوئد بود.
وی در مسابقات کشوری و بین‌المللی در مجموع برندهٔ ۲ مدال برنز شده‌است.